# Capac Yupanqui
Pour les articles homonymes, voir Capac Yupanqui (homonymie) et Yupanqui.
Capac Yupanqui (du quechua Qhapaq Yupanki) est le cinquième souverain (~1320/~1350) du royaume de Cuzco. Son prédécesseur était Mayta Capac, son père ou son oncle selon les sources. Il fut le dernier souverain de la dynastie des Hurin Cuzco.
Selon l'histoire diarchique proposée par des ethno-historiens et archéologues, Capac Yupanqui, souverain de la partie Hurin (basse) de Cuzco, co-règne avec le souverain de la partie Hanan (haute) de Cuzco, Tupac Yupanqui. Cependant cette hypothèse reste minoritaire au sein de la communauté scientifique.
On ne possède pas de preuve de l’existence des sept premiers rois incas, l'histoire de Capac Yupanqui est donc semi-légendaire.

## Biographie
Capac Yupanqui était soit l'un des fils de Mayta Capac, mais pas son aîné (qui était Conde Mayta, lequel sera nommé grand prêtre). Soit il était le fils de Curuyayu, la sœur de Mayta Capac. L'ethno-historienne et archéologue péruvienne María Rostworowski considère que, dans cette hypothèse, « l'arrivée au pouvoir de Cápac Yupanqui représenterait alors l'ultime réaction d'une tradition matrilinéaire déjà tombée en désuétude. ». Son cousin Tarco Huaman, fils de Mayta Capac, était l’héritier naturel et désigné du trône, mais Capac Yupanqui aurait ourdi un complot contre lui pour prendre le pouvoir.

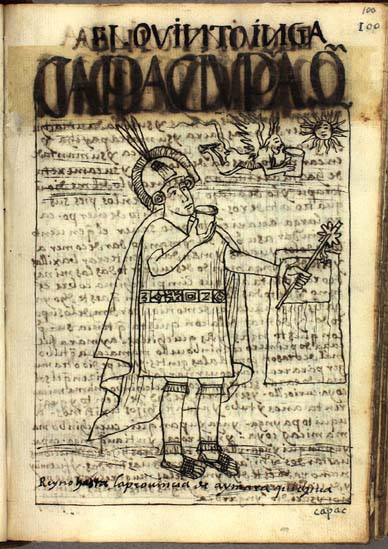
Le 5e Inca : Capac Yupanqui, dessin de Felipe Guaman Poma de Ayala dans Nueva crónica y buen gobierno (1615).

Pour s’y maintenir, il dut recourir à une série d’assassinats. Il fit tuer neuf frères de Tarco Huaman, en obligea d’autres à lui jurer fidélité et fit exiler un troisième groupe. À son arrivée au pouvoir, le royaume avait déjà acquis une puissance appréciable, mais Capac Yupanqui décida de reprendre l’expédition dans le Kunti Suyu qui avait été interrompue par la mort de son oncle. Deux batailles victorieuses permirent d’occuper une partie du pays Kunti. Il reçut une ambassade envoyée par le seigneur de l’ethnie ketchwa ou quechua (Abancay) qui demandait l’aide des incas contre les puissants Chancas d’Andahuaylas. Ceux-ci menaçaient de les envahir et de détruire leur royaume.
Cette marque de déférence a contribué à augmenter le prestige des incas auprès des autres peuples de la région. À l’époque de Capac Yupanqui, deux autres royaumes, par ailleurs plus puissants que celui des incas, étaient en expansion : au nord les Chancas et au sud les Collas. Le royaume du Cuzco, malgré la déroute des Kuntis, restait de dimensions modestes.
Ainsi, la confédération Cuzquénienne (c’est-à-dire la seigneurie des Incas avant l’empire) était entourée de tous les cotés par des seigneuries plus puissantes qu’elle ou par des barrières naturelles rendant impossible l’expansion. Au nord les Chancas, à l’ouest les Chinchas, à l’est la forêt amazonienne, et au sud les Collas.
Capac Yupanqui conquit par la suite les populations du Cuyoyanca (à 22 km de Cuzco). Pour gouverner ce territoire, il nomma son cousin Tarco Huaman comme tucricu (gouverneur), avec pour charge de remettre chaque année mille cages d’oiseaux de la selva et de la puna. Ces oiseaux étaient utilisés dans les cérémonies et les rituels, et leurs plumes multicolores servaient à la confection des habits du monarque. C'est peut-être pourquoi ce Sapa Inca est souvent représenté avec un oiseau (comme sur son portrait tardif conservé au Brooklyn Museum, ci-dessus).
Du fait du prestige acquis par les incas, les aymaras, leurs anciens ennemis, demandèrent une alliance et pour ce faire lui offrirent comme épouse à Curi Hilpay, la fille du kuraka, qui vint rejoindre le harem de Capac Yupanqui. Selon la tradition, une autre des épouses de Capac Yupanqui, Cusi Chimbo (peut-être la sœur de Curi Hilpay), motivée par la jalousie fit empoisonner le monarque. La disparition de ce dernier provoqua une crise successorale. Cusi Chimbo fut l’instrument d’un complot dirigé par le futur Inca Roca, qui était peut-être l'un de ses fils. Mais Murúa, relayé par María Rostworowski, affirme que Cusi Chimbo épousa par la suite le même Inca Roca devenu souverain. Toujours est-il que l’anarchie fut exploitée par les Chancas, qui annexèrent quelques localités appartenant à l'alliance cuzquénienne des Incas, notamment à nouveau dans la région quechua d'Andahuaylas. Ceux-ci en seront temporairement chassés plus tard par une campagne militaire et une attaque surprise victorieuse d'Inca Roca. Avec la mort de Capac Yupanqui s’achevait la prédominance des Hurin Cuzco. De son vivant, Capac Yupanqui avait désigné comme successeur son fils Quispe Yupanqui. Mais Quispe Yupanqui mourut dans le chaos provoqué par la mort de son père et son nom fut supprimé de l’histoire officielle par les Hanan Cuzco.